# Platamona
Platamona (Pratamona in sassarese, dal greco platamon-onos, ovvero "superficie piana, spiaggia piana e larga") è la fascia di litorale situata all'interno del golfo dell'Asinara nel nord della Sardegna compresa fra la marina di Sorso e la torre di Abbacurrente verso Porto Torres. Storicamente viene considerata la tradizionale "spiaggia dei sassaresi", essendo la spiaggia geograficamente più vicina al capoluogo della provincia, da cui dista circa dieci chilometri percorrendo la strada provinciale 60, detta Buddi Buddi. L'intera fascia costiera è suddivisa tra i comuni di Porto Torres, Sassari e Sorso, nel cui territorio ricade per la maggiore estensione. L'arenile è lungo circa 10 chilometri ed è la spiaggia più lunga della Sardegna e di tutta l'Italia sebbene alcuni siti di promozione turistica attribuiscano erroneamente questo primato alla spiaggia di Rimini.

## Storia
L'idea della Platamona turistica nacque in un pomeriggio dell'estate del 1949. Oreste Pieroni, allora sindaco di Sassari, ricevette in “regalo”, dall'avvocato Salvatore Villaminar, la Pineta di Platamona. Da lì l'idea di utilizzare la spiaggia di Abbacurrente per la balneazione dei sassaresi. La parte che competeva al comune di Sassari era però di ridotte dimensioni, cosicché Oreste Pieroni decise di coinvolgere nel progetto anche i sindaci di Sorso e di Porto Torres. In particolare il sindaco di Sorso, Salvatore Cottoni, partecipò attivamente alla realizzazione di Platamona, creando anche il famoso "Pettine" con le sue discese a mare. Ottenuta la concessione, la prima attività fu quella di realizzare la strada di accesso, che fu progettata e costruita dal geometra Nello Galleri, e che tuttora collega la “strada statale 131” (dal lungo rettilineo di Ottava) a Platamona e si conclude con via Oreste Pieroni, che conduce alla cosiddetta Rotonda. In questa occasione furono inaugurate anche le prime linee di trasporto pubblico delle linee Pani, Scia e Sita. In quella stessa pineta, immerse fra gli alberi, vennero costruite le prime villette e, in poco tempo, la spiaggia di Platamona si popolò di “casotti” (le cabine in legno "poggiate" sulla sabbia) e di insediamenti balneari. Tra questi ultimi ricordiamo il lido “Mura”, di Mario Mura, realizzato in canna e con le cabine di legno, quello di “Montalbano”, molto popolare e molto frequentato, e lo stabilimento balneare “Nuovo Lido Iride”, del cagliaritano Sebastiano Pani che ospitava l’élite della città. Per anni fu un punto di riferimento dello spettacolo del nord Sardegna dove si esibirono Nilla Pizzi, Claudio Villa, Pérez Prado, Mike Bongiorno, Teddy Reno e i Platters. Il 16 agosto del 1951 si inaugurò Platamona. Negli anni a seguire, in questa data, il sindaco Oreste Pieroni dava il benvenuto ai ragazzi meno fortunati della città, reclutati nelle scuole, e offriva un pranzo a tutti nella pineta all'ingresso di Platamona (oggi intitolata al giornalista Roberto Stefanelli, capo della cronaca di Sassari della "Nuova Sardegna" che tanto si era adoperato, affiancando Pieroni, per lo sviluppo di quel piccolo lembo di spiaggia, in tutto cinquecento metri). Ancora oggi, in questa data, si celebra "La Festa del Mare", una giornata speciale per i sassaresi che la trascorrono in compagnia aspettando, fino a tarda sera, i fuochi d'artificio.

## La spiaggia
La spiaggia di Platamona è composta da sabbia bianca e conchiglie portate dalle correnti marine. La sua lunghezza è di circa 15 chilometri mentre la larghezza è molto variabile dai 10 ai 30 metri. In molti punti conserva ancora un sistema dunale intatto ed è anche presente una pineta, con numerosi cipressi autoctoni, impiantata durante gli anni del regime fascista, che si estende per quasi tutta la sua lunghezza. I fondali della costa sono in prevalenza sabbiosi, popolati da pesci di varie pezzature come bavose, orate, mormore, saraghi, sogliole, muggini, lecce e spigole. Platamona è facilmente raggiungibile dalla strada provinciale 81 litoranea attraverso le cosiddette "discese a mare" che partono dalla strada per raggiungere le spiagge pubbliche, queste ultime vengono chiamate "pettini". È regolarmente collegata ai maggiori centri limitrofi (Sassari, Porto Torres, Sorso, Sennori) dalle linee di trasporto pubblico interurbano, come per esempio dall'ATP Sassari. Platamona si è estesa a partire dal nucleo iniziale della marina di Sassari, detta anche Rotonda, che ospitava bar e locali molto frequentati durante gli anni 1950 e 1960, tra questi si ricorda maggiormente il lido Iride, ora abbandonato. Negli anni seguenti si è registrato uno sviluppo legato a villaggi turistici, hotel, bar, pizzerie e locali in proprietà perlopiù degli stessi sassaresi, assieme anche ad alberghi e campeggi. L'11 gennaio 2011 uno sversamento di combustibile nelle condotte del molo del vicino porto di Porto Torres, destinato alla centrale termoelettrica di Fiume Santo E.ON, ha interessato l'arenile e le altre coste del golfo, senza tuttavia conseguenze a lungo termine. Nel giugno dello stesso anno, a seguito di un'accurata azione di pulizia, le coste sono ritornate balneabili e prive di inquinanti.
Dopo anni di degrado nell'estate del 2016 con l'apertura del "Lido Sardegna", in sostituzione del Lido di Sassari devastato da un incendio alcuni anni prima, è iniziata la fase di ripresa del litorale.
La zona di Platamona ospita anche una specie botanica molto importante: Utricularia vulgaris (una pianta carnivora dell'ordine delle Scrophulariales, famiglia Lentibulariaceae).